# Céline Rousseaux
Pour les articles homonymes, voir Rousseaux.
Céline Rousseaux, née le 24 février 1979 à Maubeuge, est une journaliste et présentatrice française. Elle officie à la présentation de l'édition Nord-Pas-de-Calais d'Ici 12/13, et prend part aussi à la couverture des grands événements sportifs diffusés sur France 2, France 3 et France 4.

## Biographie

### Enfance, jeunesse et formation
Née à Maubeuge, Céline Rousseaux grandit à Saint-Hilaire-sur-Helpe. Enfant, elle assiste à des matchs de football en compagnie de son père.
Elle réalise toute sa scolarité à Avesnes-sur-Helpe jusqu'au baccalauréat.
La Nordiste s'oriente alors vers une classe préparatoire aux grandes écoles puis est diplômée de l'Institut d'études politiques de Lille (promotion 2000),. La jeune femme se dirige ensuite vers l'École supérieure de journalisme de Lille, ayant découvert le métier de journaliste à l'occasion d'un stage au quotidien La Voix du Nord,,. Elle sort diplômée en 2003 en spécialisation TV.

### Carrière à France Télévisions

#### Débuts chez France 3 Nord-Pas-de-Calais
À ses débuts, elle effectue des piges pour des chaînes de télévision à la fois publiques et privées.
En 2009, Céline Rousseaux se voit proposer un poste à la rédaction des sports de France 3 Nord-Pas-de-Calais. Elle rejoint ainsi la rédaction de l'antenne régionale de France 3 en 2010.
Plusieurs années plus tard, elle s'installe à la présentation de l'édition régionale du 12/13.

#### Détachements nationaux croissants à la couverture des sports
Au fil de sa carrière, Céline Rousseaux est de plus en plus détachée de la rédaction de France 3 Nord-Pas-de-Calais pour traiter les sports. Suivant déjà régulièrement l'Enduropale et ayant couvert les Jeux olympiques d'été de Londres,, elle présente ainsi l'émission Tout le sport de manière occasionnelle. La journaliste mène également des interviews lors d'événements sportifs, à l'exemple de la finale de la Coupe Davis 2018.
À partir de 2019, elle succède à Lionel Chamoulaud à la présentation du Rallye Dakar sur les différentes antennes de France Télévisions aux côtés de Luc Alphand,,. Elle fait de même lors de l'édition 2020 des 24 Heures du Mans.

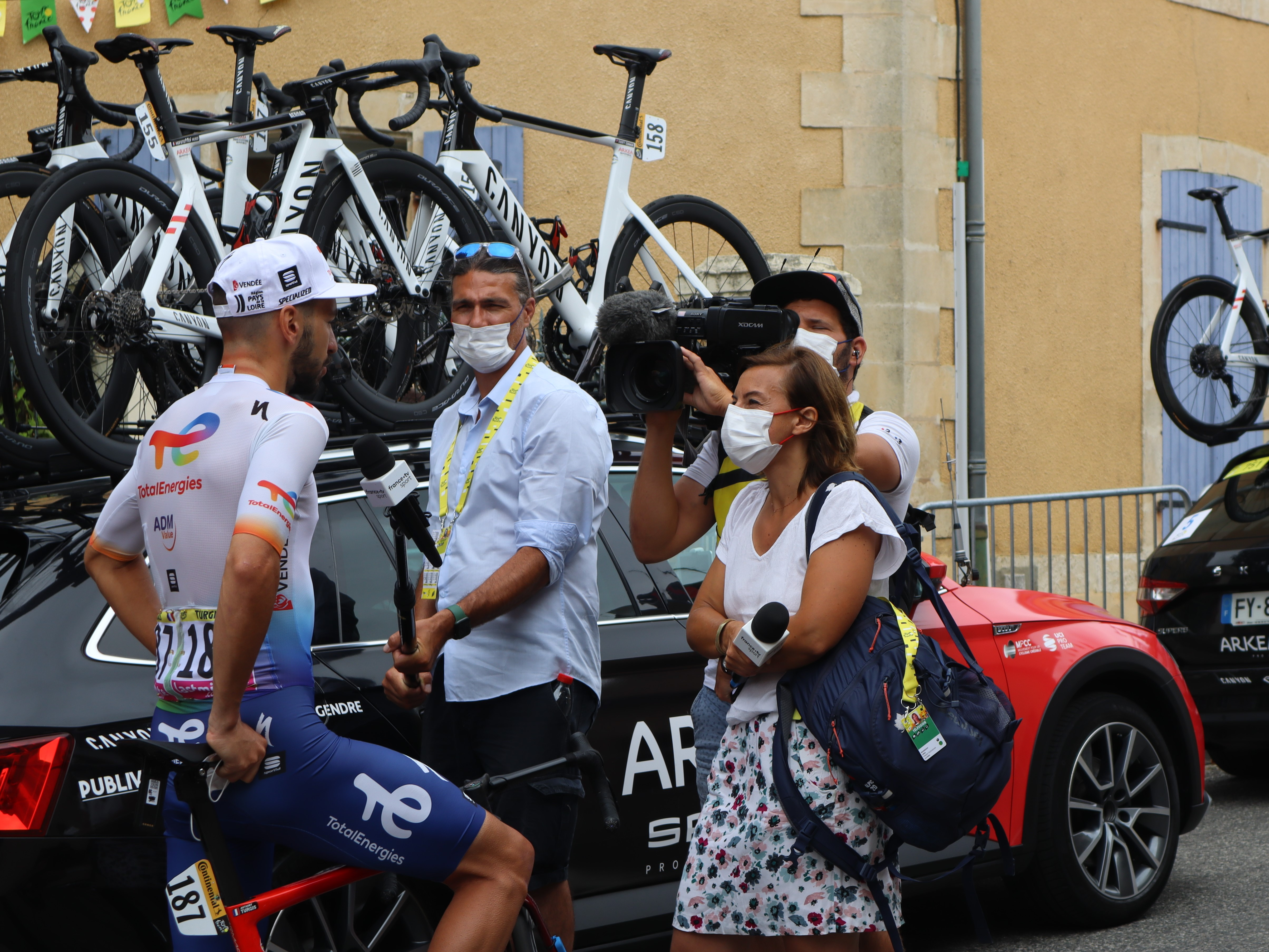
Céline Rousseaux interviewant Anthony Turgis à Castelnau-Magnoac dans le cadre du Tour de France 2022.

Depuis 2021, la Nordiste suit chaque été le Tour de France pour France 2 et France 3, en menant notamment les interviews au pied du podium protocolaire dans l'émission d'après-course Vélo Club.
En 2022, elle est prévue à la couverture des Jeux olympiques d'hiver de Pékin mais est contrainte de se retirer en raison d'un test positif à la Covid-19,.
En avril 2023, elle se voit confier la présentation de l'émission Stade 2 en alternance avec Cécile Grès et Laurent Luyat,.
À la rentrée 2023, l'édition régionale du 12/13 évolue et est renommée Ici 12/13, sans changer la fonction de Céline Rousseaux qui continue d'opérer à la présentation de ce rendez-vous de la mi-journée.
À l'occasion du Tour de France 2024, son rôle est modifié pendant une semaine puisqu'elle remplace Laurent Luyat à la présentation du direct avant chaque étape et de l'émission Vélo Club après l'arrivée,. Ce changement avait déjà été opéré brièvement en 2022.
Durant les Jeux olympiques d'été de 2024, elle présente les épreuves olympiques diffusées en journée sur France 2 et France 3 depuis la terrasse de France Télévisions installée au Musée de l'Homme au Trocadéro ou depuis le « Club France » à la grande halle de la Villette,.

### Vie privée
Céline Rousseaux est une passionnée d'aérostation et pilote des montgolfières,.
Le petit frère de Céline, François Rousseaux, est également journaliste, et officie à Télérama.

## Engagement
En 2015, Céline Rousseaux est nommée marraine de la licence Histoire Archéologie Patrimoine Environnement (HARPE) du Centre universitaire de Cambrai. L'année suivante, elle marraine la Boucle de l'Artois.